# MonoMax
『MonoMax』（モノマックス）は、2007年12月より宝島社より発行されている男性向け情報誌。毎月10日発売。

## 概要
30代の男性をターゲットに、デジタル、ファッション、クルマ、スポーツなどを中心とした、あらゆるプロダクトの情報を紹介している。過去の主な大特集に「自転車入門!!!」「快感！ランニングギア」など。2008年7月よりWEB版「MonoMaxWEB（モノマックスウェブ）」もスタートした。

## 主な連載
- 細川茂樹のシゲキ的生活
- 高城剛の世界を買った男
- 箭内道彦連載「風とロックと女」
- 山内一典「走りのたましい」
- AKB48「ロマンス、アルネ」
- BEAMS特捜部「オリジナルキャラへの道」